# Nebulosa Eschimese
La Nebulosa Eschimese (nota anche come Nebulosa Clown, C 39 o con la sigla di catalogo NGC 2392) è una nebulosa planetaria visibile nella costellazione dei Gemelli.

## Osservazione

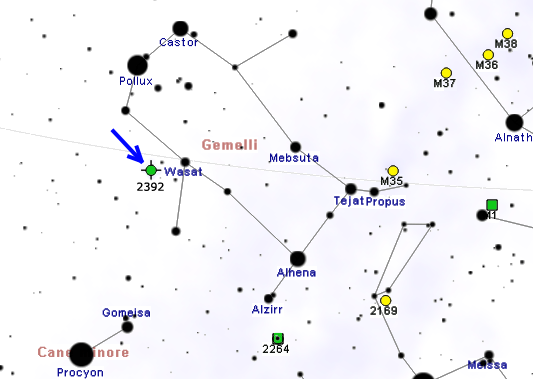
Mappa per trovare la Nebulosa Eschimese.

La nebulosa è visibile anche con un telescopio amatoriale di piccole dimensioni, in cui però si presenta come un dischetto chiaro privo di particolari; strumenti di dimensioni maggiori la rivelano come un oggetto dall'aspetto simile alla testa di una persona racchiusa dal cappuccio di una giacca a vento, da cui deriva il suo nome proprio.
Il periodo più indicato per la sua osservazione ricade fra i mesi di dicembre e maggio, preferibilmente da una località posta nell'emisfero boreale, sebbene sia comunque visibile da tutte le aree popolate della Terra senza difficoltà, grazie alla sua posizione molto vicina all'eclittica; dall'emisfero australe infatti è pure ben visibile, ma resta in media piuttosto basso sull'orizzonte.

## Storia delle osservazioni
La nebulosa fu scoperta dall'astronomo William Herschel nel 1787, che la descrisse come una stella di nona magnitudine con una nebulosità dispersa tutt'attorno. Nel 2000, il Telescopio Spaziale Hubble ha prodotto un'immagine dell'oggetto, in cui sono evidenti nuvole di gas così complesse la cui struttura non è stata ancora completamente compresa.

## Caratteristiche
La nebulosa Eskimo è chiaramente una nebulosa planetaria, di aspetto bipolare e formata da due involucri. È circondata dai gas che componevano gli strati esterni di una stella di tipo solare 10000 anni fa. I filamenti interni visibili sono espulsi da un forte vento di particelle proveniente dalla stella centrale. Il disco esterno contiene insoliti filamenti arancioni di lunghezza dell'ordine di un anno luce.
NGC 2392 si trova a una distanza di circa 6500 anni luce.